# Rousettus lanosus
Rousettus lanosus é uma espécie de morcego da família Pteropodidae. Pode ser encontrado na República Democrática do Congo, Sudão, Uganda, Etiópia, Quênia, Ruanda, Tanzânia e Maláui.